# Espadarana andina
Espèce
Synonymes
- Centrolenella andina Rivero, 1968
- Centrolenella lentiginosa Rivero, 1985
- Centrolene andinum (Rivero, 1968)
- Centrolene lentiginosum (Rivero, 1985)

Statut de conservation UICN

 LC  : Préoccupation mineure
Espadarana andina est une espèce d'amphibiens de la famille des Centrolenidae.

## Répartition
Cette espèce se rencontre de 840 à 2 200 m d'altitude, :
- en Colombie dans les départements de Cundinamarca et de Norte de Santander sur le versant Ouest de la cordillère Orientale ;
- au Venezuela sur le versant Nord de la cordillère de Mérida et dans la Serranía de Perijá.

## Description
Les mâles mesurent de 21,6 à 26,4 mm et les femelles de 24,7 à 29,5 mm.

## Étymologie
Son nom d'espèce lui a été donné en référence au lieu de sa découverte, la cordillère des Andes.

## Publication originale
- Rivero, 1968 : Los centrolenidos de Venezuela (Amphibia, Salientia). Memoria de la Sociedad de Ciencias Naturales La Salle, vol. 28, no 81, p. 301-334.